# Miyi-Moschee
Die Miyi-Moschee (米易清真寺,  Miyi Qingzhensi, englisch Miyi Mosque) ist eine Moschee in der Großgemeinde Baima von Miyi in der südwestchinesischen Provinz Sichuan. 
Sie wurde in der Zeit der Qing-Dynastie erbaut. 
Sie steht seit 1991 auf der Liste der Denkmäler der Provinz Sichuan (3-88).